# Città Libera di Danzica

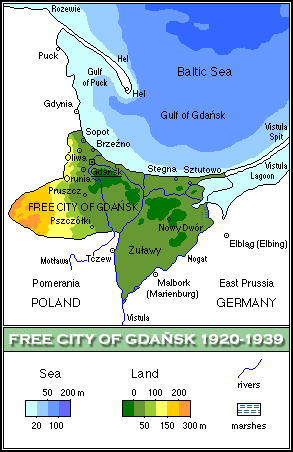
Libera Città di Danzica/Gdaṅsk, 1920-1939

La Città Libera di Danzica (in tedesco Freie Stadt Danzig; in polacco Wolne Miasto Gdańsk) è stata una città-Stato che comprendeva, oltre a Danzica e al suo porto sul Mar Baltico, più di duecento cittadine, villaggi e insediamenti.

## Storia
Fu istituita il 10 gennaio 1920, come stabilito dal Trattato di Versailles del 1919 (parte III, sezione XI), non unificandola alla Repubblica di Weimar, nata dalle ceneri del decaduto Impero tedesco dopo la Rivoluzione di novembre, e posta sotto la "protezione" della Società delle Nazioni, con speciali diritti economici riservati alla Polonia, per permettere a quest'ultima di usufruire di un porto commerciale sul Baltico, nonostante la stragrande maggioranza dei cittadini fosse di lingua tedesca.
Lo statuto di Città Libera cessò all'inizio della seconda guerra mondiale (1º settembre 1939), quando le truppe tedesche invasero la Polonia, occupando anche Danzica. La Città Libera, violando la propria costituzione garantita dalla Società delle Nazioni, si dichiarò parte del Terzo Reich. Incorporata nella neonata Reichsgau di Danzig-Prussia Occidentale, Danzica diventò teatro di discriminazioni, persecuzioni, uccisioni e deportazioni, che colpirono unicamente ebrei e polacchi. Il Senato della Città Libera di Danzica aveva già da prima iniziato una politica antisemita e anti-polacca, ma, con la costituzione ancora in vigore, ebrei e polacchi avevano potuto almeno contare su alcune protezioni.
A partire dalla conquista da parte dell'esercito sovietico nei primi mesi del 1945, furono i cittadini tedeschi dell'ex Città Libera di Danzica a essere discriminati, uccisi o espulsi; la città fu posta sotto amministrazione polacca e il suo nome tedesco (Danzig) trasformato nell'equivalente in lingua polacca ovvero Gdańsk. Per sostituire la popolazione tedesca espulsa (più di 120.000 persone solo nel 1947, per un totale di circa 280.000), il governo polacco favorì i trasferimenti di popolazioni polacche dalla Polonia centrale e dai territori della Polonia orientale annessa all'URSS.

## Istituzione

### La tradizione di indipendenza e autonomia
Alla città-stato fu negato il diritto a fregiarsi del titolo di Città Anseatica all'interno del nome ufficiale, che faceva riferimento alla lunga partecipazione di Danzica alla Lega Anseatica. Ciononostante, anche se fosse stato parte del nome ufficiale, sarebbe stata una novità per Danzica, e avrebbe portato a non conformarsi ai nomi delle tradizionali città stato della Germania, cioè Libera Città Anseatica di Brema, Città Libera e Anseatica di Amburgo e Città Libera e Anseatica di Lubecca.
Danzica aveva una lunga tradizione di indipendenza come città-stato. Fu una protagonista nella Confederazione Prussiana, colloquialmente Preußischer Bund, diretta contro lo Stato Monastico dei Cavalieri Teutonici. La Confederazione decise insieme al re polacco Casimiro IV Jagellone che la Corona polacca sarebbe stata investita, in unione personale, del ruolo di Capo di Stato delle parti occidentali della Prussia teutonica, che sarebbero divenute indipendenti e che divennero conosciute come Prussia Reale (in tedesco Preußen königlichen Anteils o Königliches Preußen e in polacco Prusy Królewskie), in contrasto con la Prussia Ducale. In cambio, Casimiro IV avrebbe fornito il sostegno militare. Danzica, insieme ad altre città come Elbing (polacco: Elbląg) e Thorn (polacco: Toruń), finanziò gran parte degli armamenti e riuscì a stipulare con Casimiro IV un alto livello di autonomia cittadina. Pertanto, Danzica ebbe l'onore di fregiarsi del titolo di Città Reale Polacca di Danzica (Królewskie Polskie Miasto Gdańsk).
Quando nel 1569 il Parlamento della Prussia Reale (in tedesco: Landtag, in polacco Sejmik) acconsentì ad unirsi alla Confederazione polacco-lituana nella forma di un'unione reale, fu ancora Danzica, insieme a Thorn ed Elbing, che insistette a preservare il proprio status. Danzica dovette passare attraverso l'assedio di Danzica del 1577, ma resistette e vide i propri privilegi e la propria autonomia confermati. Per rendere chiara la propria posizione sullo status speciale, Danzica non utilizzò mai l'opportunità di inviare i propri rappresentanti alla Camera dei deputati della Polonia, ma insistette sempre nel negoziare direttamente tramite emissari, avendo come interlocutore solo il sovrano.

### Territorio
La Città Libera di Danzica comprendeva la città di Danzica e anche Zoppot (Sopot), Tiegenhof (Nowy Dwór Gdański), Neuteich (Nowy Staw) e altri 252 villaggi e 63 insediamenti. Copriva un'area totale di 1.966 km² e il suo territorio era circa il doppio della Repubblica di Danzica dell'epoca napoleonica.

### Diritti polacchi sanciti dal Trattato di Versailles
La Libera Città doveva essere rappresentata all'estero dalla Polonia e doveva essere in unione doganale con la stessa. La linea ferroviaria tedesca che collegava la Libera Città con la neo-creata Polonia doveva essere amministrata dalla Polonia, come anche tutte le linee ferroviarie del territorio della Città Libera. In modo simile, la penisola Westerplatte (fino ad allora una spiaggia cittadina) fu data alla Polonia, che creò un presidio militare all'interno del porto. Fu creato anche un ufficio postale polacco separato, oltre quello municipale già esistente.

### Alti Commissari della Società delle Nazioni
Diversamente dai territori mandatari, che erano affidati alle nazioni membro, Danzica (come il Territorio del bacino della Saar) rimase sotto l'autorità della Società delle Nazioni, con rappresentanti di varie nazioni che ebbero il ruolo di Alto Commissario:
| №  | Nome                       | Periodo   | Stato                  |
| -- | -------------------------- | --------- | ---------------------- |
| 1  | Reginald Thomas Tower      | 1919-1920 | Regno Unito            |
| 2  | Edward Lisle Strutt        | 1920      | Regno Unito            |
| 3  | Bernardo Attolico          | 1920      | Italia                 |
| 4  | Richard Cyril Byrne Haking | 1921-1923 | Regno Unito            |
| 5  | Mervyn Sorley McDonnell    | 1923-1925 | Regno Unito            |
| 6  | Joost Adriaan van Hamel    | 1925-1929 | Paesi Bassi            |
| 7  | Manfredi Gravina           | 1929-1932 | Italia                 |
| 8  | Helmer Rosting             | 1932-1934 | Danimarca              |
| 9  | Seán Lester                | 1934-1936 | Stato Libero d'Irlanda |
| 10 | Carl Jakob Burckhardt      | 1937-1939 | Svizzera               |

## Popolazione
La Città Libera aveva nel 1919 una popolazione di 357.000 persone, il 95% delle quali era di lingua tedesca, mentre il resto parlava principalmente la lingua casciuba o il polacco.
Il Trattato di Versailles, che aveva separato Danzica e i villaggi circostanti dalla Germania, imponeva ora che il neo-Stato avesse una propria cittadinanza, basata sulla residenza. Gli abitanti tedeschi persero la propria cittadinanza con la creazione della Città Libera, ma fu dato loro il diritto, entro i primi due anni di esistenza dello Stato, di riottenerla. Tuttavia, se avessero scelto tale opzione, avrebbero dovuto lasciare le loro proprietà e scegliere una residenza al di fuori dell'area della città-Stato nel resto della Germania.
| Nazionalità   | Tedesco | Tedesco e Polacco | Polacco, Casciubo, Masuriano | Russo, Ucraino | Ebraico, Yiddish | Non classificati | Totale  |
| ------------- | ------- | ----------------- | ---------------------------- | -------------- | ---------------- | ---------------- | ------- |
| Danzica       | 327.827 | 1.108             | 6.788                        | 99             | 22               | 77               | 335.921 |
| fuori Danzica | 20.666  | 521               | 5.239                        | 2.529          | 580              | 1.274            | 30.809  |
| Totale        | 348.493 | 1.629             | 12.027                       | 2.628          | 602              | 1.351            | 366.730 |
| Percentuali   | 95,03%  | 0,44%             | 3,28%                        | 0,72%          | 0,16%            | 0,37%            | 100,00% |

## Politica
| №                                | Nome                             | dal                              | al                               | Partito                          |
| Presidenti del Senato di Danzica | Presidenti del Senato di Danzica | Presidenti del Senato di Danzica | Presidenti del Senato di Danzica | Presidenti del Senato di Danzica |
| -------------------------------- | -------------------------------- | -------------------------------- | -------------------------------- | -------------------------------- |
| 1                                | Heinrich Sahm                    | 6 dicembre 1920                  | 10 gennaio 1931                  | Nessuno                          |
| 2                                | Ernst Ziehm                      | 10 gennaio 1931                  | 20 giugno 1933                   | DNVP                             |
| 3                                | Hermann Rauschning               | 20 giugno 1933                   | 23 novembre 1934                 | NSDAP                            |
| 4                                | Arthur Karl Greiser              | 23 novembre 1934                 | 23 agosto 1939                   | NSDAP                            |
| Presidente dello Stato           |                                  |                                  |                                  |                                  |
| 5                                | Albert Forster                   | 23 agosto 1939                   | 1º settembre 1939                | NSDAP                            |

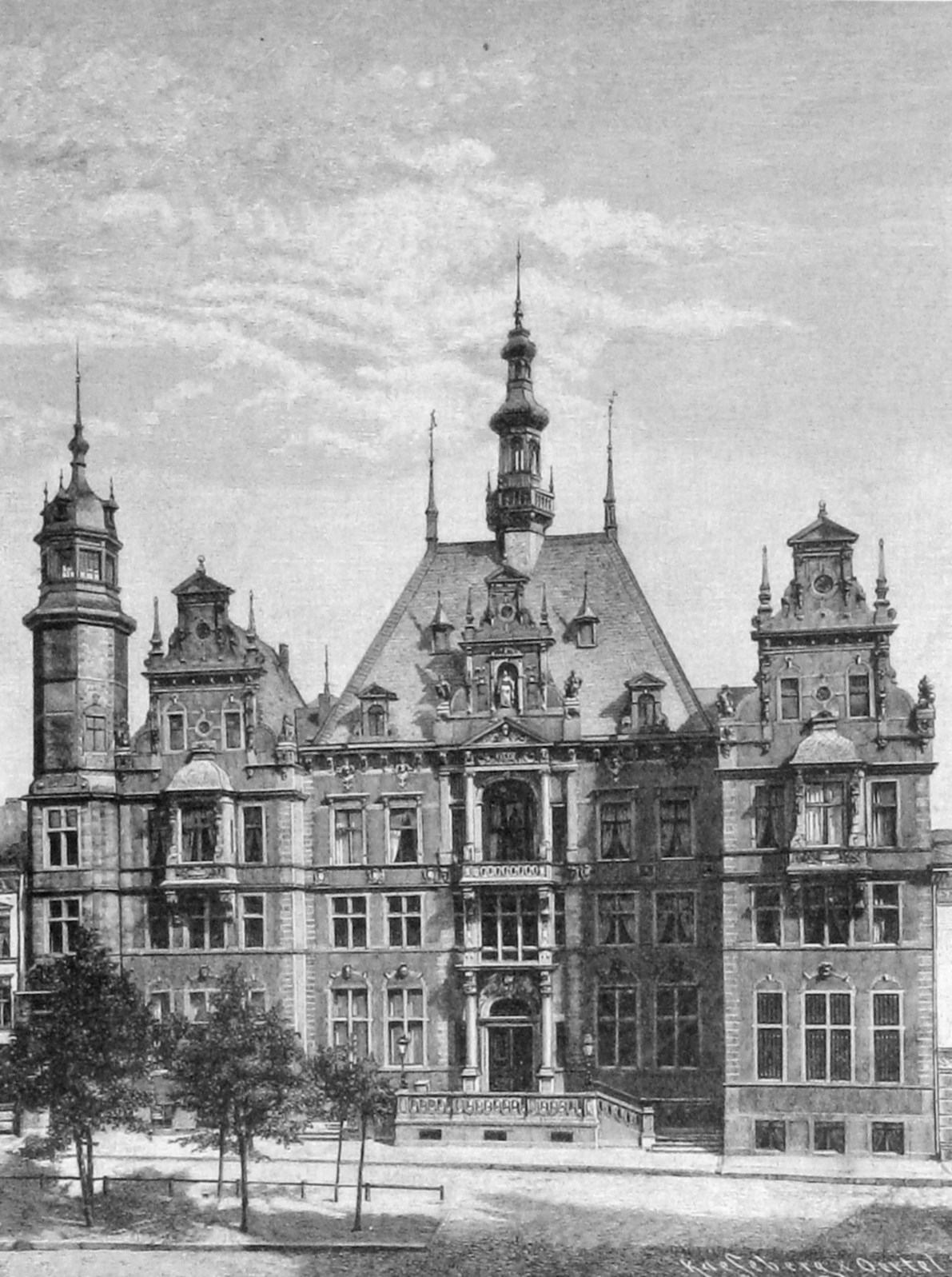
La sede del Volkstag

Fu quasi subito chiaro che la stragrande maggioranza tedesca della popolazione dello Stato Libero risentiva delle concessioni che erano state fatte alla Polonia e dello smembramento dalla Germania. Burckhardt, Alto Commissario della Società delle Nazioni a Danzica, scoprì nel 1939 di essere arbitro assoluto nelle dispute infinite all'interno della Città.
Nel maggio 1933 il Partito Nazionalsocialista (NSDAP) vinse le elezioni amministrative in città; tuttavia, ricevette il 57% dei voti, meno dei due terzi richiesti dalla Società delle Nazioni per mutare la Costituzione della Città Libera di Danzica. Il suo governo introdusse leggi anti-cattoliche e antisemite, le prime dirette principalmente contro i nuovi abitanti polacchi e casciubi. La città servì anche come punto di raccolta per i membri della minoranza tedesca in Polonia, che, raggruppati da organizzazioni come il Jungdeutsche Partei ("Partito del Giovane Tedesco") e la Deutsche Vereinigung ("Unione Tedesca"), avrebbero costituito i quadri dirigenti della Selbstschutz, un'organizzazione che ebbe a che fare con gli omicidi e le atrocità commesse durante l'invasione tedesca della Polonia del 1939. Come in Germania, gli ebrei furono sempre più perseguitati; la Grande Sinagoga di Danzica fu demolita dalle autorità locali nel 1939.
Con la rinascita della Germania, il governo tedesco iniziò a muoversi per l'annessione di Danzica; la Polonia sempre rifiutò trattative al riguardo e, verso la fine di aprile 1939, a Burckhardt fu comunicato da parte del Commissario Generale polacco che ogni tentativo di modificarne lo status avrebbe ricevuto come risposta la resistenza armata da parte della Polonia.

## La seconda guerra mondiale e le conseguenze
Il governo locale votò per la riunificazione con la Germania il 2 settembre 1939, il giorno dopo l'inizio della Campagna di Polonia. Anche se illegale, secondo i termini della costituzione della Città, lo stato fu comunque incorporato all'interno della Germania nel neo-creato Reichsgau di Danzig-Prussia Occidentale. Gli impiegati civili dell'ufficio postale polacco erano stati addestrati ed erano state fornite loro delle armi, con cui difesero l'ufficio per 15 ore. Essi furono poi giustiziati dopo che si arresero, contro ciò che era stabilito dalla legge internazionale. Le forze militari polacche in città e la guarnigione che difendeva la penisola di Westerplatte resistettero fino al 7 settembre; circa 10.000 membri dell'intelligentsia polacca furono giustiziati entro le prime settimane dell'invasione tedesca.
Circa il 90% della città fu ridotto in rovine verso la fine della seconda guerra mondiale. Il 30 marzo 1945 la città fu conquistata dall'Armata Rossa; si stima che più del 90% della popolazione pre-bellica fosse morta oppure fosse fuggita nel 1945. Un gran numero di abitanti della città morì durante l'affondamento di una nave, il Wilhelm Gustloff, che aveva a bordo circa 10.000 rifugiati, compresi circa 1.000 soldati e marinai feriti.
Alla Conferenza di Potsdam l'Unione Sovietica mise il Regno Unito e gli Stati Uniti d'America di fronte al fatto compiuto, secondo il quale l'ex Stato Libero faceva ora parte della Polonia (la Conferenza di Jalta non era stata a suo tempo chiara riguardo al destino di Danzica).
Nel 1950 circa 285.000 cittadini dell'ex Città Libera vivevano in Germania, mentre 13.424 cittadini erano stati "verificati" ed era stata assegnata loro la cittadinanza polacca. Nel 1947 126.472 abitanti di Danzica di lingua tedesca furono espulsi da Danzica alla Germania e 101.873 polacchi della Polonia centrale e 26.629 polacchi della Polonia orientale annessa all'URSS presero il loro posto. Come conseguenza di questo drastico scambio di popolazioni, fu data poca considerazione all'idea di ricostituire la Città Libera dopo la caduta della cortina di ferro.